# Neobisium tzarsamueli
Espèce
Neobisium tzarsamueli est une espèce de pseudoscorpions de la famille des Neobisiidae.

## Distribution
Cette espèce est endémique de Macédoine du Nord. Elle se rencontre à Téartsé dans la grotte Peštera Alilica.

## Description
La femelle holotype mesure 4,50 mm.

## Publication originale
- Ćurčić, Dimitrijević, Karaman & Ćurčić, 2006 : Neobisium tzarsamueli n. sp. (Neobisiidae, Pseudoscorpiones), an endemic and relict false scorpion from a cave in Macedonia. Periodicum Biologorum, vol. 108, no 1, p. 105-107.